# Jan Rokycana

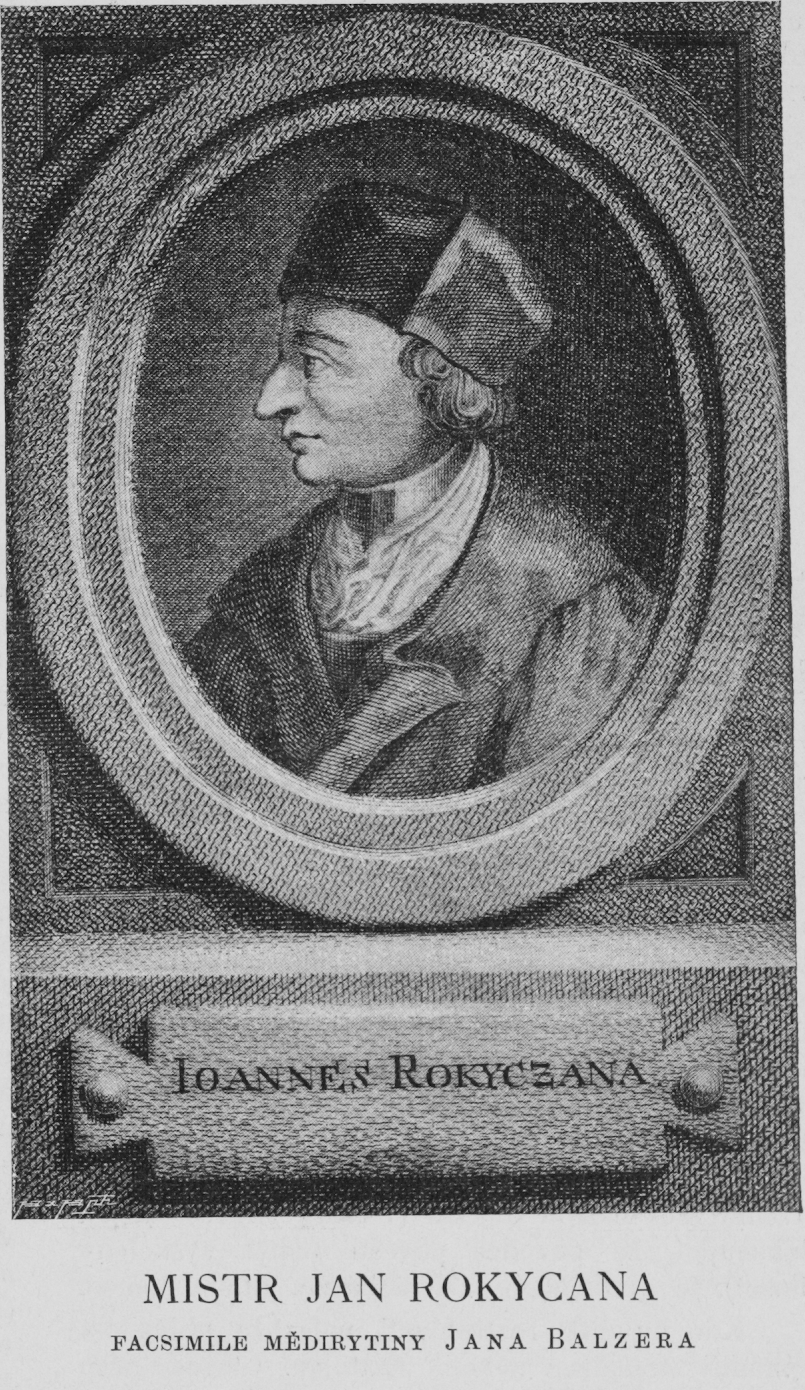
Jan Rokycana

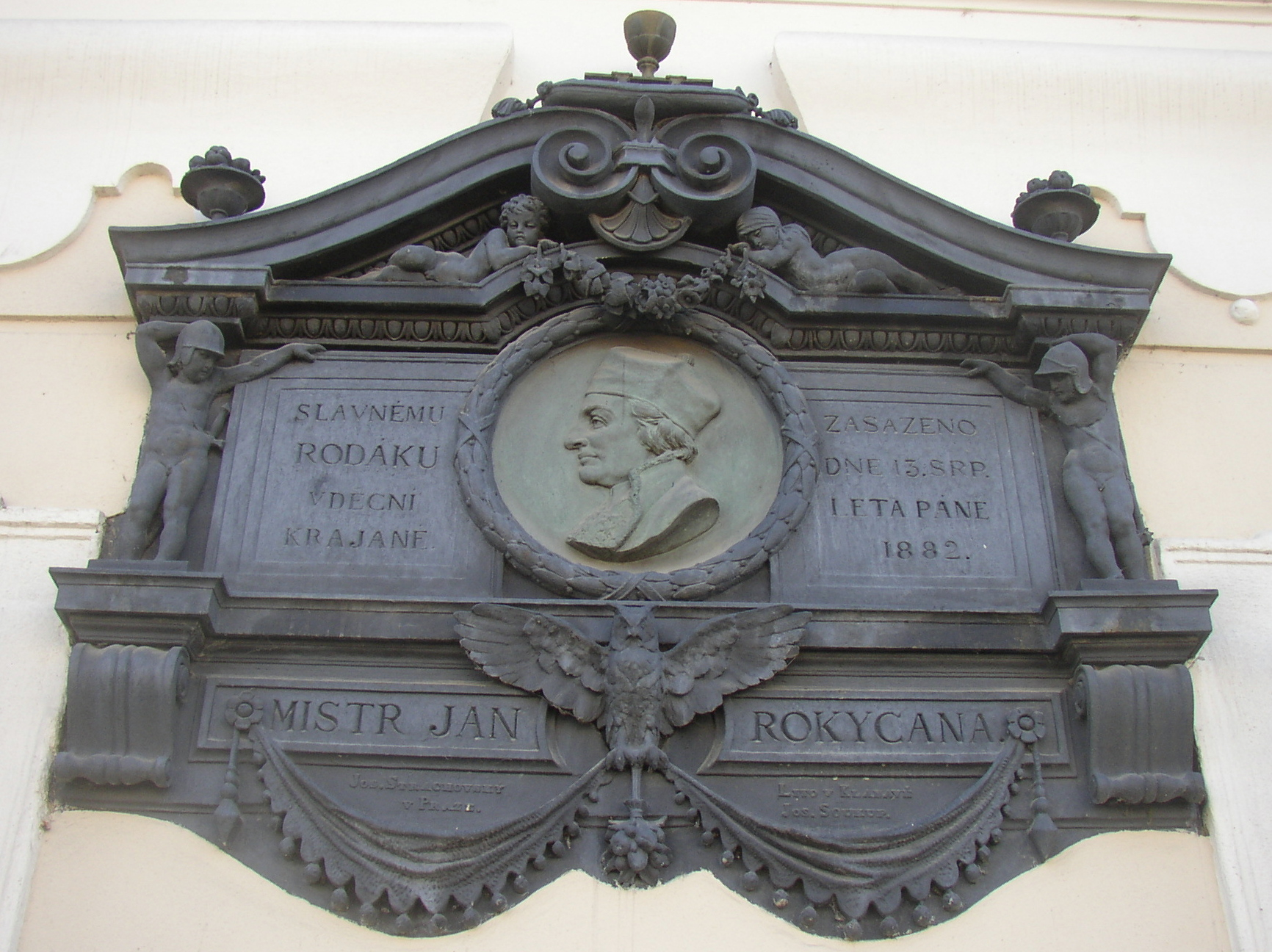
Gedenktafel für Jan Rokycana in Rokycany

Jan Rokycana (auch Jan z Rokycana; deutsch: Johannes Rokycana, auch Johannes von Rokitzan; lateinisch Ioannes Rokyczana; * zwischen 1390 und 1397; † 22. Februar 1471 in Prag) war ein tschechischer Theologe. 1431 wurde er von den böhmischen Ständen zum Nachfolger des Erzbischofs Konrad von Vechta gewählt, jedoch päpstlich nicht anerkannt. Von 1431 bis 1437 und von 1441 bis 1471 bekleidete er das Amt des Administrators der utraquistischen Kirche, 1435 das Amt des Rektors der Karls-Universität.

## Leben
Jan Rokycana studierte an der Prager Karls-Universität und war u. a. Schüler des Magisters Jakobellus von Mies. Kurze Zeit war er Novize des Prager Augustiner-Chorherrenstifts Rokycany, das er jedoch bald wieder verließ. 1415 erwarb er den akademischen Grad eines Baccalaureus. 1424 erhielt er vom Prager Erzbischof Konrad von Vechta die Priesterweihe. Im selben Jahr gelang es ihm, einen Kompromiss zwischen den Prager Hussiten und Jan Žižka herbeizuführen. 1427 wurde er Pfarrer an der Prager Teynkirche und zugleich Universitätspfarrer. Durch die enge Verbundenheit mit der Universität und die Zusammenarbeit mit den Predigern Konrad von Waldhausen und Johann Militsch von Kremsier wurde die Teynkirche zu einem Zentrum des geistlichen Lebens der Prager Altstadt. 1430 legte er die Magisterprüfung ab. Nach dem Tod des Erzbischofs Konrad von Vechta wurde Rokycana, der dem gemäßigten Flügel der Utraquisten angehörte, von den böhmischen Ständen zu dessen Nachfolger gewählt. Da ihm jedoch die päpstliche Zustimmung und damit auch die Bischofsweihe versagt wurden, konnte er das Amt nicht antreten. Deshalb bekleidete er von 1431 bis 1437 das Amt des Administrators der utraquistischen Kirche. Obwohl er der Ansicht war, dass die Lehre des Utraquismus die bessere sei, vertrat er die Auffassung, dass sich die utraquistische Lehre nicht allzu sehr von den Glaubensgrundsätzen der Katholischen Kirche unterscheide, deren zentralistische Ausrichtung ihn jedoch störte. Gemeinsam mit Andreas Prokop verteidigte er die Kelch-Lehre. 1435 war er Rektor der Karls-Universität.
Als am 8. September 1436 der Päpstliche Legat Philibert de Montjeu in der Teynkirche eine Messe besuchte und feststellte, dass Rokycana die Kelchkommunion reichte, beschuldigte er ihn beim König Sigismund. Daraufhin wurde er am 24. April 1437 entlassen. Nachfolger im Amt des Administrators wurde der Magister Christian von Prachatitz. Rokycana flüchtete aus Prag und hielt sich zunächst auf der Burg Kunětická Hora versteckt, später bis 1448 in Königgrätz.
1448 wurde Prag von Georg von Podiebrad erobert und Rokycana feierlich in seine frühere Funktion eingesetzt. Sein Amt führte er mit einem Gremium aus, das aus zwanzig Geistlichen und Magistern bestand. Allerdings durfte er keine Weihen erteilen und die meisten der von italienischen Bischöfen neu geweihten Priester distanzierten sich von den Utraquisten.
Rokycana schrieb im Jahre 1449 Briefe an den Papst Nikolaus V. und unternahm den Versuch, ihn zu besuchen, allerdings scheiterte er schon bei der Reise durch Deutschland. 1451 wandten sich Rokycana und seine Anhänger an die Orthodoxe Kirche und begannen Verhandlungen mit Konstantinopel. Die Bemühungen wurden jedoch 1453 durch die Eroberung Konstantinopels durch die Türken vereitelt. Gleichzeitig versuchte die Kurie, die Utraquisten zum Gehorsam zu bewegen. Zu diesem Zweck wurde der Franziskanerprediger Johannes von Capistran nach Böhmen entsandt, der sich jedoch vergeblich um eine Vereinigung bemühte. Die Unität der Böhmischen Brüder wurde von Rokycana zunächst unterstützt. Zu einem Bruch kam es 1467, als die Brüder auf der Synode von Lhotka die Ordination eigener Priester beschlossen.
Nachdem Georg von Podiebrad 1458 zum böhmischen König gewählt worden war, war er bestrebt, die päpstliche Bestätigung für Rokycana zu erlangen, dessen Einfluss jedoch geschwächt war. Zudem verfolgte König Georg das Ziel, die Kompaktate durch den Papst bestätigen zu lassen. Nach der Aufhebung des Kompaktats 1462 wurde Jan Rokycana durch den Papst mit der Exkommunikation belegt. 
Jan Rokycana starb 1471; sein Leichnam wurde in der Prager Teynkirche beigesetzt.

## Werke
- Postilla (ein Predigtsammlung aus den Jahren 1453 bis 1457)
- Latinská postilla
- Výklad zjevení svatého Jana
- Kázání u Kutné Hory
- Řeči pronesené na koncilu Basilejském
- Synodální řeči
- O sedmi vášních a vadách, ježto hlavní hříchové slovou
- Acta synodální
- Latinský slovník
- Tractatus de eucharista
- Tractatus de septem sacramentis
- Contra sex propositiones trivolas doctorum apostatarum
- Expositio super Mattheo evangelista, Expositio super Lucam

### Lieder
- Vítaj milý Jezu Kriste
- Zdrávas dievko
- Cierkev svatá v posledních dnech velmi neznamenitá